# James Duncan Davidson

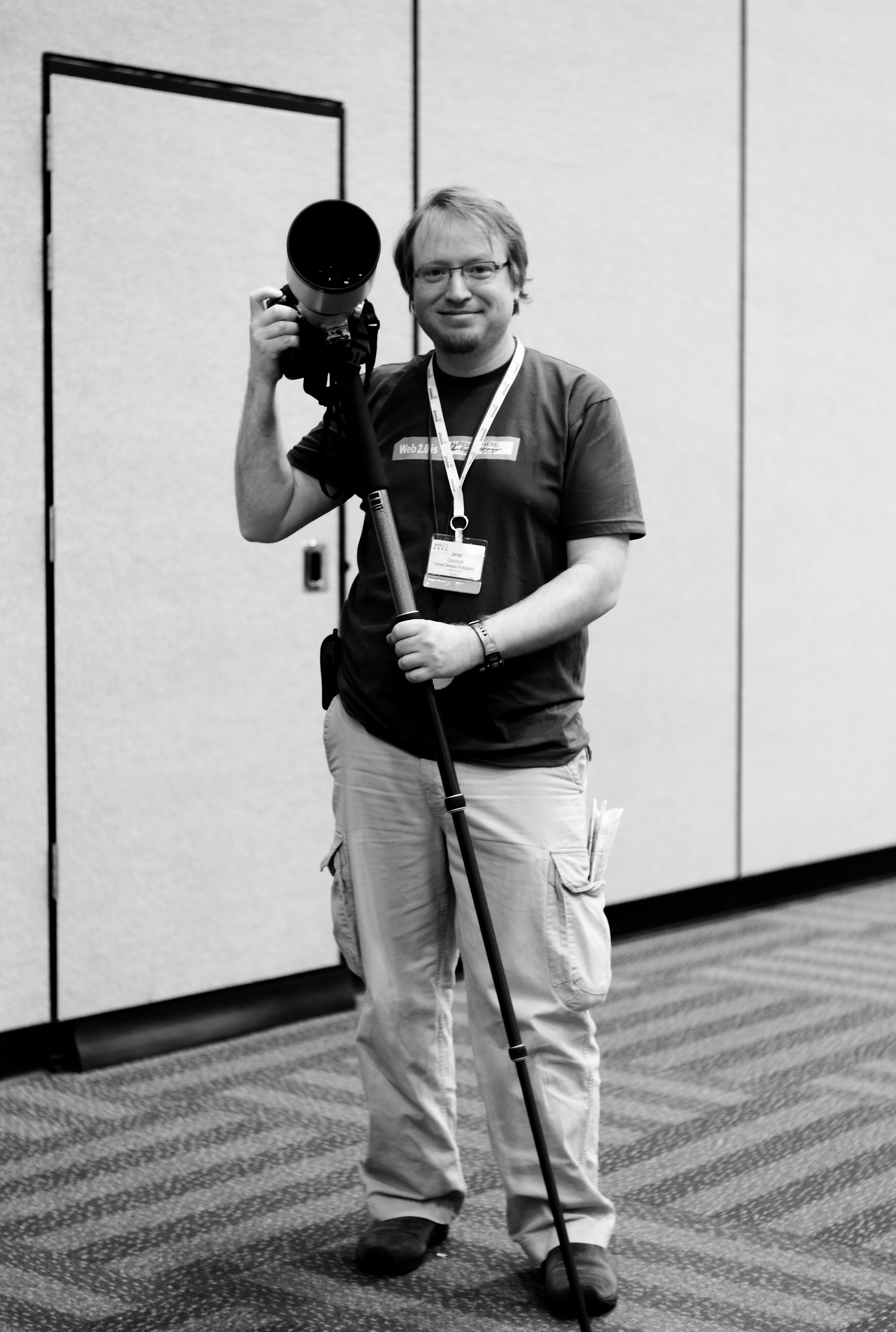
James Duncan Davidson

James Duncan Davidson (* 29. Juli 1970 in Lubbock, Texas) ist ein amerikanischer Softwareentwickler, der den Webserver Tomcat und das in Java geschriebene Hilfsprogramm Ant entwickelt hat.
Davidson wuchs in Oklahoma und Texas auf. Er war von 1997 bis 2001 bei Sun Microsystems beschäftigt. In dieser Zeit schrieb er auch die oben genannten Programme. Zurzeit ist er als Softwareberater und Fotograf selbständig tätig. Wohnhaft ist er in Portland in Oregon.
Davidson verlagerte in den letzten Jahren (2005–2006) seinen Interessenschwerpunkt auf dem Gebiet der Programmierung in Richtung Ruby on Rails. Gemeinsam mit dem bekannten Rails-Guru Mike Clark hat Davidson einige der komplexesten und robustesten frühen Rails-Applikationen entwickelt. Heute arbeitet Davidson in Berlin für Microsoft an Wunderlist.

## Werke
- Rael Dornfest, James Duncan Davidson: Mac OS X panther hacks. O’Reilly, 2004, ISBN 0-596-00718-3.
- James Duncan Davidson: Running Mac OS X Panther. Hrsg.: Chuck Toporek. O’Reilly, 2003, ISBN 0-596-00500-8, S. 306.
- James Duncan Davidson: Mac OS X Panther konfigurieren und administrieren. O’Reilly, 2004, ISBN 3-89721-379-6, S. 320 (englisch: Running Mac OS X Panther. Übersetzt von Björn Bobach, Dinu C. Gherman).
- Michael Beam, James Duncan Davidson: Cocoa in a nutshell. Hrsg.: Chuck Toporek. O’Reilly, 2003, ISBN 0-596-00462-1, S. 545.
- James Duncan Davidson: Learning Cocoa with objective-C. Hrsg.: Chuck Toporek. 2. Auflage. O’Reilly, 2002, ISBN 0-596-00301-3, S. 358.